# Zbrodnie podziemia antykomunistycznego w Polsce (1944–1953)

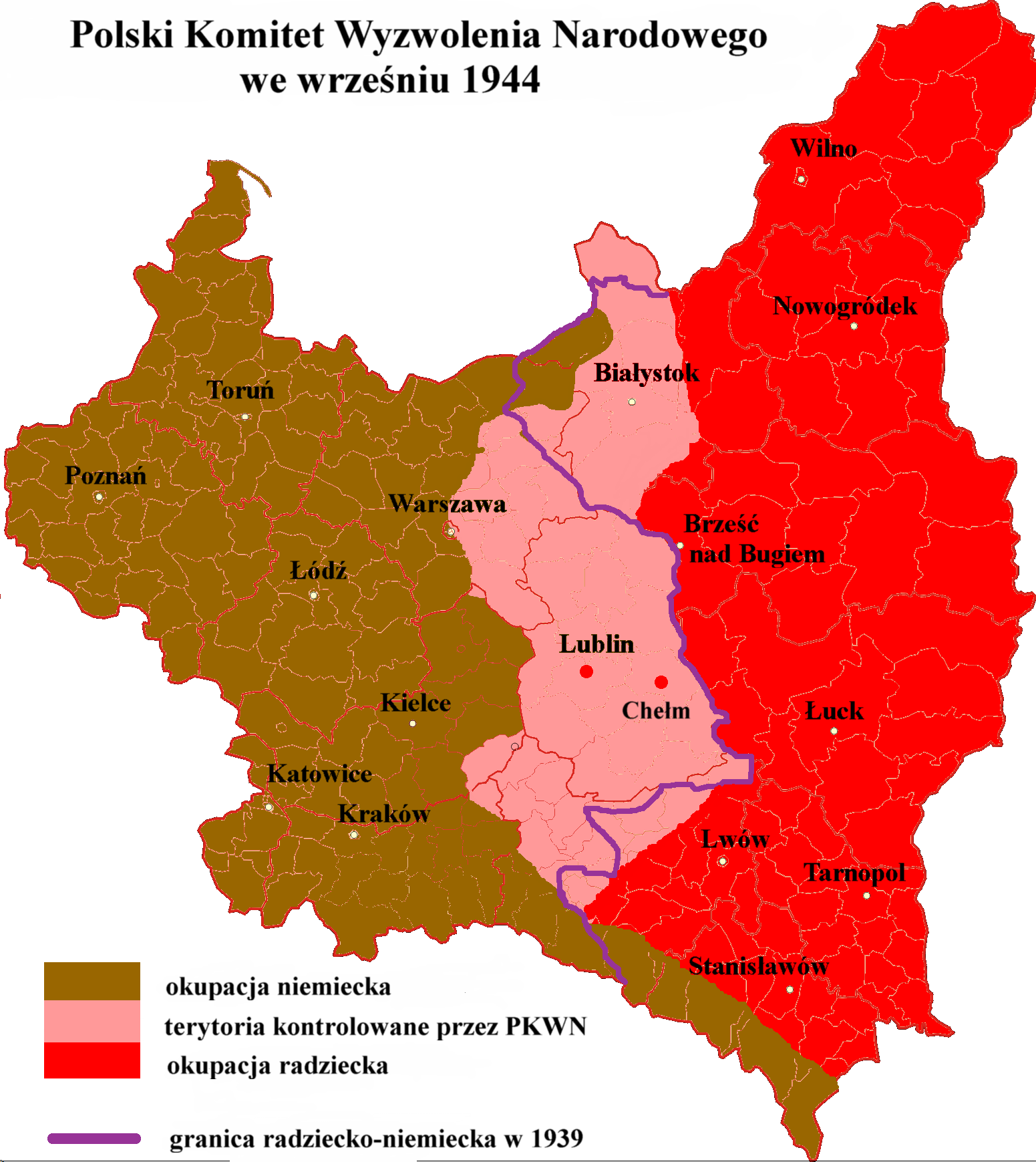
Terytoria kontrolowane przez Polski Komitet Wyzwolenia Narodowego we wrześniu 1944 roku

Zbrodnie podziemia antykomunistycznego w Polsce w latach 1944–1953 – zbrodnie oddziałów polskiego podziemia antykomunistycznego (żołnierzy wyklętych) w ostatnim okresie II wojny światowej oraz latach powojennych na terenie Polski (od 1952 Polskiej Rzeczypospolitej Ludowej) i na terenach II Rzeczypospolitej przyłączonych w 1945 do ZSRR (Kresy Wschodnie).
Czy oddziały antykomunistyczne dopuszczały się zbrodni na ludności cywilnej (niezwiązanej z organami władzy ustanowionej przez Armię Czerwoną, takimi jak funkcjonariusze UB, KBW, MO, ORMO) pozostaje sprawą dyskusji i istotnych kontrowersji wkraczających niekiedy w argumenty ideowe. Liczba ofiar pozostaje nieznana. Tadeusz Kosowski liczbę cywilnych ofiar podziemia antykomunistycznego szacuje na 5043 osoby. Ofiarami padali także przedstawiciele mniejszości narodowych: Białorusini, Ukraińcy oraz Żydzi. Odnośnie do przypadków śmiertelnych niektórzy historycy stosują termin zbrodni lub pacyfikacji, lub posługują się kwalifikację prawną zbrodni ludobójstwa. Inni natomiast takim ocenom stanowczo zaprzeczają.

## Tło historyczne
Po przekroczeniu przez Armię Czerwoną w styczniu 1944 granic II Rzeczypospolitej, w odpowiedzi na aresztowania przez NKWD i Smiersz żołnierzy i urzędników Polskiego Państwa Podziemnego, ujawniających się w czasie Akcji „Burza”, miały miejsce zbrojne wystąpienia części polskiej ludności i oddziałów Armii Krajowej, skierowane przeciw sowieckim siłom okupacyjnym (Armii Czerwonej i formacjom NKWD), zaś od lipca 1944 również przeciw komunistycznej władzy, narzucanej przez ZSRR w postaci PKWN i organizowanej przez niego administracji na zachód od Linii Curzona. Na terenach na wschód od Linii Curzona, wcielonych do ZSRR w konsekwencji ustaleń konferencji w Teheranie wystąpienia te zostały dosyć szybko stłumione, jednak ostatecznie opór ten został zdławiony dopiero w 1953 roku (rozbicie resztek oddziału „Olecha” w 1953 roku). Opór polskiego podziemia na ziemiach zajętych przez ZSRR szacuje się na blisko 3500 zabitych w walce i blisko 25 tysięcy aresztowanych i internowanych.
Walki na terenach Polski na zachód od Linii Curzona trwały, coraz słabsze, przez kilkanaście lat. Lata 1944–1947 cechował silny opór dużej części społeczeństwa wobec wprowadzanego reżimu, wyrażający się w odrzucaniu przez nią wszelkich posunięć komunistycznej władzy.

## Niektóre zbrodnie podziemia antykomunistycznego

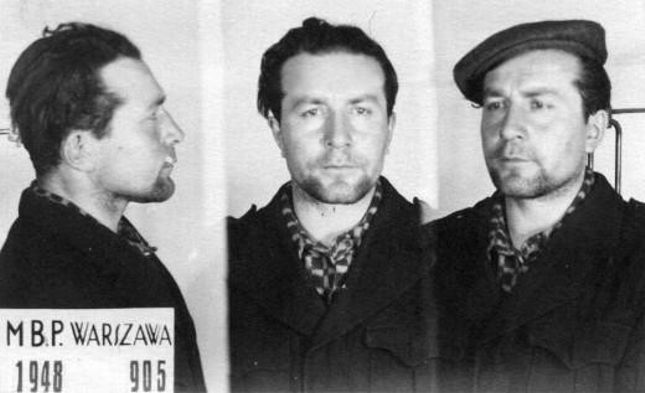
Romuald Rajs po aresztowaniu przez MBP 1948

- Zbrodnie w Sufczynie (11 kwietnia 1945) wg IPN zbrodnia dokonana nie przez jednostki polskie, lecz przez UPA
- Zbrodnia w Wierzchowinach (6 czerwca 1945) - kwalifikacja jest przedmiotem sporu
- Mord w okolicy Krościenka (2 maja 1946[8])

Zbrodnie oddziału dowodzonego przez Romualda Rajsa ps. „Bury”
- Zbrodnia w Zaleszanach (29 stycznia 1946)
- Mord w Puchałach Starych (31 stycznia 1946)
- Pacyfikacja wsi Zanie i Szpaki (1–2 lutego 1946)